# Stenotortor subhimalaya
Stenotortor subhimalaya är en insektsart som beskrevs av Chandrasekhara A. Viraktamath och Wesley 1988. Stenotortor subhimalaya ingår i släktet Stenotortor och familjen dvärgstritar. Inga underarter finns listade i Catalogue of Life.